# متصفح الويب (نينتندو 3دي أس)
متصفح الويب (بالإنجليزية: Internet Browser، باليابانية: インターネットブラウザー)‏ و هو متصفح صمم لجهاز نينتندو 3دي أس العائلي. صدر في البداية ك‍تحديث للبرنامج الثابت للجهاز في 6 يونيو، 2011 في أمريكا الشمالية ثم في 7 يونيو، 2011 في أوروبا، أستراليا واليابان.